# Židoviník
Židoviník (Myricaria) je rod rostlin z čeledi tamaryškovité (Tamaricaceae). Obsahuje asi 13 druhů rostoucích v mírných oblastech Evropy a Asie, z toho 10 v Číně. V Evropě je původní jediný druh – židoviník německý. Jsou to obvykle nízké stálezelené keře nebo polokeře s šupinatými listy. Pětičetné květy jsou v koncových hroznovitých květenstvích, plodem je tobolka s mnoha semeny.

## Vybrané druhy
- židoviník německý (Myricaria germanica)
- Myricaria albiflora
- Myricaria alipecuroides
- Myricaria armena

## Použití
Některé druhy lze použít jako okrasné rostliny. Lze je použít jako solitéry i do skupin. Má sbírkový význam.